# Jang Myong-jin
Jang Myong-jin (* 2. Januar 1981) ist ein ehemaliger nordkoreanischer Eishockeyspieler.

## Karriere
Jang Myeong-jin trat für die nordkoreanische Nationalmannschaft erstmals bei der Weltmeisterschaft 2004 in der Division II an. Auch 2005, 2006 und 2009 spielte er mit den Nordkoreanern in der Division II. Nach zwischenzeitlichen Abstiegen trat er bei den Weltmeisterschaften 2008 und 2010 in der Division III und stieg mit dem Team jeweils wieder in die Division II auf. Bei den Winter-Asienspielen 2007 belegte er mit seinem Team den fünften Platz unter elf Mannschaften.
Auf Vereinsebene spielte Jang von 2003 bis 2010 für Susan in der nordkoreanischen Eishockeyliga.

## Erfolge und Auszeichnungen
- 2008 Aufstieg in die Division II bei der Weltmeisterschaft der Division III
- 2010 Aufstieg in die Division II bei der Weltmeisterschaft der Division III, Gruppe B